# Teorema lui Rolle
Teorema lui Rolle este o teoremă enunțată prima oară de Michel Rolle în 1691. Dacă f este o funcție definită pe un interval I și a și b două puncte din I (a < b) și dacă f este continuă pe [a , b], derivabilă pe (a , b), iar f(a) = f(b), atunci există un punct c, a < c < b, în care derivata se anulează, f'(c)=0.

## Enunț teoremă
Fie {\displaystyle f:[a,b]\rightarrow R,a,b\in R,a<b}. Dacă:
1. {\displaystyle f}  este continuă pe intervalul închis {\displaystyle [a,b]} ;
2. {\displaystyle f}  este derivabilă pe intervalul deschis {\displaystyle (a,b)} ;
3. {\displaystyle f}  are valori egale la capetele intervalului, {\displaystyle f(a)=f(b} ),

atunci există cel puțin un punct {\displaystyle c} din intervalul deschis {\displaystyle (a,b),c\in (a,b)}, în care derivata se anulează, 
{\displaystyle f'(c)=0\quad }.

## Demonstrație
Se analizează cazurile:
1. Funcția {\displaystyle f} este constantă pe intervalul închis {\displaystyle [a,b]}. În acest caz {\displaystyle f'(x)=0\quad }, oricare ar fi {\displaystyle x\in {a,b}} și deci orice punct {\displaystyle c\in (a,b)} răspunde concluziei teoremei.
2. Funcția {\displaystyle f} nu este constantă. Cum {\displaystyle f} este continuă pe un compact {\displaystyle [a,b]}, atunci din Teorema lui Weierstrass {\displaystyle f} este mărginită și își atinge marginile pe compact, adică există {\displaystyle x_{m},x_{M}\in [a,b]} astfel încât

{\displaystyle f(x_{m})\ =\ m}, 
{\displaystyle f(x_{M})\ =\ M}, 
unde {\displaystyle M=sup\ f(x)}, {\displaystyle m=inf\ f(x)} sunt marginea superioară respectivă și  marginea inferioară respectivă a lui {\displaystyle f}. Deoarece {\displaystyle f} nu este constantă, rezultă
{\displaystyle m\ <\ M}.
Dacă punctul de minim {\displaystyle x_{m}} se află în interiorul intervalului {\displaystyle [a,b]}, atunci conform Teoremei lui Fermat          
{\displaystyle f'(x_{m})=0\quad }.
Deci luând {\displaystyle \ c=x_{m}\ } teorema este demonstrată.
Dacă {\displaystyle x_{m}\in \{a,b\}}, deci {\displaystyle \ x_{m}\ }coincide cu unul din capetele intervalului {\displaystyle \ [a,b]\ }, atunci
{\displaystyle \ f(a)=f(b)=f(x_{m})=m<M=f(x_{M})\ }.
În acest caz este clar că {\displaystyle \ x_{M}\ }, punctul de maxim al lui {\displaystyle \ f\ }, se află în interiorul intervalului {\displaystyle \ [a,b]\ }. Din nou aplicând teorema lui Fermat se deduce
{\displaystyle f'(x_{M})=0\quad }.
Deci {\displaystyle \ c=x_{M}\ } și teorema este complet demonstrată.

## Teorema reciprocă
Fie {\displaystyle f:[a,b]\rightarrow R}, continuă pe {\displaystyle \ [a,b]\ }, derivabilă pe {\displaystyle \ (a,b)\ } și {\displaystyle \ f(a)=f(b)=0\ }, unde {\displaystyle \ a,b\ } sunt rădăcini pentru {\displaystyle \ f\ }.
Atunci există cel puțin un punct {\displaystyle \ c\in (a,b)\ } astfel încât {\displaystyle f'(c)=0\quad }. Deci între două rădăcini ale funcției {\displaystyle \ f\ } se află cel puțin o rădăcină a derivatei {\displaystyle f'\quad }.

## Interpretări

### Interpretare geometrică
Teorema lui Rolle are o interpretare geometrică simplă. Din {\displaystyle f'(c)=0\quad } rezultă că tangenta la graficul funcției {\displaystyle \ f\ } în punctul {\displaystyle \ (c,f(c))\ } este paralelă cu axa Ox. Deci dacă cerințele Teoremei lui Rolle sunt îndeplinite, atunci pe graficul funcției {\displaystyle \ f\ } există (cel puțin) un punct {\displaystyle \ (c,f(c))\ } în care tangenta este paralelă cu axa Ox.

### Interpretare fizică
Presupunem că {\displaystyle \ x\ } este timpul și {\displaystyle \ f(x)\ } este coordonata unui punct, care se mișcă pe o dreaptă, la momentul {\displaystyle \ x\ }. La momentul {\displaystyle \ x=a\ } punctul are coordonata {\displaystyle \ f(a)\ }, apoi se mișcă într-un anumit mod cu viteza {\displaystyle f'(x)\quad } și se întoarce la punctul de plecare cu coordonata {\displaystyle \ f(a)\ }, la momentul
{\displaystyle \ x=b(f(a)=f(b))}. Este clar că pentru a se întoarce la punctul {\displaystyle \ f(a)\ }, el trebuie să se oprească la un anumit moment, adică la un anumit moment {\displaystyle \ x=c\ } viteza este zero, {\displaystyle f'(c)=0\quad }.

## Observații
1. Teorema lui Rolle este o teoremă de existență.
2. Toate cele trei cerințe din teorema lui Rolle sunt esențiale pentru ca teorema să fie adevărată. Dacă una din cele trei ipoteze nu se verifică, atunci concluzia teoremei nu mai are loc. Vom ilustra prin exemplele de mai jos acest lucru.

### Exemplul 1
Fie funcția {\displaystyle f:[0,1]\rightarrow R} definită prin
{\displaystyle f(x)={\begin{cases}1,&x=0\\x,&x\in (0,1].\end{cases}}}
Aceasta funcție verifică cerințele 2) și 3) din teoremă, dar nu verifică 1), adică {\displaystyle \ f\ } nu este continuă la dreapta în {\displaystyle \ x=0\ }. Deci {\displaystyle \ f\ } nu este continuă pe {\displaystyle \ [0,1]\ }. Avem {\displaystyle f'(x)=1\quad }, oricare ar fi {\displaystyle \ x\in (0,1)\ } și prin urmare {\displaystyle f'(x)\neq 0\quad }, oricare ar fi {\displaystyle \ x\in [0,1]\ }.

### Exemplul 2
Să considerăm {\displaystyle f:[-1,1]\rightarrow R}, {\displaystyle \ f(x)=|x|\ } pentru care se verifică 1) (continuitatea pe intervalul {\displaystyle \ [-1,1]\ }), 3) ({\displaystyle \ f(-1)=f(1)=1}), dar nu se verifică 2) întrucât {\displaystyle \ f\ } nu este derivabilă în {\displaystyle \ x=0\ }. Prin urmare, nu există punct intermediar {\displaystyle \ c\in (-1,1)\ } în care {\displaystyle f'(c)=0\quad }, căci
{\displaystyle f'(x)={\begin{cases}-1,&-1<x<0\\1,&0<x<1.\end{cases}}\quad }

### Exemplul 3
Fie {\displaystyle f:[0,1]\rightarrow R}, {\displaystyle \ f(x)=x^{2}\ }. Aceasta funcție verifică 1), 2) din teoremă, dar nu verifică 3) ({\displaystyle \ f(0)=0\neq f(1)=1\ }). Așadar nu există {\displaystyle \ c\in (0,1)\ } astfel încât {\displaystyle f'(c)=0\quad } deoarece {\displaystyle f'(x)=2x\neq 1\quad }, oricare ar fi {\displaystyle \ x\in (0,1)\ }.
Exemplul următor vine să atragă atenția că necesitatea ca domeniul de definiție al funcției să fie interval este esențială.
Fie {\displaystyle f:[0,3]-\{1\}\rightarrow R},
{\displaystyle f(x)={\begin{cases}-x+3,&x\in [0,1)\\x,&x\in (1,3].\end{cases}}}
Evident {\displaystyle \ f\ } este derivabilă pe {\displaystyle \ [0,3]-\{1\}\ } și {\displaystyle \ f(0)=f(3)=3\ } și totuși {\displaystyle \ f\ } nu se anulează pe {\displaystyle \ [0,3]-\{1\}\ }. Mulțimea de definiție nu este interval.
3.  Nu trebuie să se tragă concluzia că derivata unei funcții nu se anulează în niciun punct dacă acea funcție nu satisface una una din condițiile teoremei lui Rolle. Nu avem decât să luăm {\displaystyle f:[-2,2]\rightarrow R}, {\displaystyle \ f(x)=|x^{2}-1|\ }